# Stanley Clark Bagg
Stanley Clark Bagg (né à Montréal le 23 décembre 1820-8 août 1873), notaire, chroniqueur et riche héritier montréalais.
Il fut l'un des organisateurs des festivités de l'été 1860 lors de l'inauguration du pont Victoria et de la visite du Prince de Galles. Il deviendra l'un des plus gros propriétaires fonciers de l'île de Montréal.
C'est Bagg qui vend le terrain sur l'Avenue des Pins pour le dernier emplacement du Jardin Guilbault en 1861. 
Pour lui rendre hommage, son nom fut donné à diverses rues de Montréal, comme la rue Bagg dans le quartier St-Louis maintenant Plateau Mont-Royal et la rue Clark dans l'axe nord-sud. La rue Prince-Arthur à l'ouest du boulevard Saint-Laurent a également porté le nom de Bagg jusqu'en 1890.
Il fut l'un des fondateurs de la Société d'archéologie et de numismatique de Montréal.
La Stanley Bagg Corporation est le nom de la société immobilière fondée en 1919 par les héritiers de Stanley Clark Bagg.
|  |

Nombreux documents concernant la succession de Stanley Clark Bagg sont conservés au centre d'archives de Montréal de Bibliothèque et Archives nationales du Québec.